# Bussigny VD
| VD ist das Kürzel für den Kanton Waadt in der Schweiz. Es wird verwendet, um Verwechslungen mit anderen Einträgen des Namens Bussigny zu vermeiden. |

Bussigny ist eine politische Gemeinde im Distrikt Ouest lausannois des Kantons Waadt in der Schweiz. Bis 1959 trug die Gemeinde den offiziellen Namen Bussigny-sur-Morges. Bis 2014 trug die Gemeinde den Namen Bussigny-près-Lausanne. Auf den 1. Mai 2014 wurde der Name in Bussigny geändert, da die ehemalige Waadtländer Gemeinde Bussigny-sur-Oron durch die Fusion mit Oron untergegangen ist.

## Geographie
Bussigny liegt auf 415 m ü. M., 7 km nordwestlich der Kantonshauptstadt Lausanne (Luftlinie). Die Agglomerationsgemeinde von Lausanne erstreckt sich auf einem nach Süden geneigten Hang östlich des Tals der Venoge, im Waadtländer Mittelland.
Die Fläche des 4,8 km² grossen Gemeindegebiets umfasst einen Abschnitt des Waadtländer Mittellandes im Genferseeraum. Der Gemeindeboden erstreckt sich am Hang von Bussigny, der im Westen vom Tal der Venoge, im Osten von demjenigen der Sorge begrenzt ist. Im Nordwesten des Gebietes am Rand des Venogetals befindet sich der Wald Grand Sève. Die höchste Erhebung von Bussigny-près-Lausanne wird mit 495 m ü. M. auf dem Hügel Sumont nördlich der Gemeinde erreicht. Von der Gemeindefläche entfielen 1997 45 % auf Siedlungen, 20 % auf Wald und Gehölze, 34 % auf Landwirtschaft und etwas weniger als 1 % war unproduktives Land.
Zu Bussigny gehören ausgedehnte Einfamilienhaussiedlungen und Industriezonen. Nachbargemeinden von Bussigny-près-Lausanne sind Villars-Sainte-Croix, Crissier, Ecublens, Echandens, Bremblens, Aclens und Vufflens-la-Ville.

## Bevölkerung
| Bevölkerungsentwicklung | Bevölkerungsentwicklung |
| Jahr                    | Einwohner               |
| ----------------------- | ----------------------- |
| 1850                    | 501                     |
| 1900                    | 1010                    |
| 1910                    | 1340                    |
| 1930                    | 1471                    |
| 1950                    | 1568                    |
| 1960                    | 2381                    |
| 1970                    | 4509                    |
| 1980                    | 4909                    |
| 1990                    | 6806                    |
| 2000                    | 7498                    |

Mit 10'624 Einwohnern (Stand 31. Dezember 2023) gehört Bussigny-près-Lausanne zu den grösseren Gemeinden des Kantons Waadt. Von den Bewohnern sind 84,1 % französischsprachig, 4,5 % italienischsprachig und 3,6 % deutschsprachig (Stand 2000). Die Bevölkerungszahl von Bussigny-près-Lausanne stieg bis 1950 langsam aber kontinuierlich an. Seither setzte eine rasante Bevölkerungszunahme mit fast einer Verfünffachung der Einwohnerzahl innerhalb von 50 Jahren ein. Besonders hohe Zuwachsraten wurden während der 1960er und der 1980er Jahre verzeichnet.

## Wirtschaft
Bussigny war bis Ende des 19. Jahrhunderts ein vorwiegend durch die Landwirtschaft geprägtes Dorf. Ab Mitte des 19. Jahrhunderts erlebte der Ort einen wirtschaftlichen Aufschwung dank seiner Lage an der 1855 eröffneten Eisenbahnlinie Yverdon–Morges. Damals entstand die erste Gewerbezone, zu der unter anderem die Ziegelei Barraud gehörte, die von 1859 bis 1970 in Betrieb war. Im Lauf des 20. Jahrhunderts siedelten sich die Scheuchzer SA, die auf Maschinen für Gleisanlagen spezialisiert ist, die Jallut SA (Farben und Lacke) und die Getaz-Romang SA an. Aufgrund der optimalen Verkehrsanschliessung kamen in den letzten Jahrzehnten verschiedene Verteilerzentren und Warenlager sowie 1991 die Zentraldruckerei von Edipresse hinzu. Die Gewerbe- und Industriezonen sind heute lückenlos mit denjenigen der Nachbargemeinden Crissier, Ecublens und Echandens zusammengewachsen. Die Landwirtschaft (vorwiegend Ackerbau) hat heute nur noch eine marginale Bedeutung in der Erwerbsstruktur der Bevölkerung.
In den letzten Jahrzehnten hat sich Bussigny-près-Lausanne zu einer Wohngemeinde entwickelt. Viele Erwerbstätige sind Wegpendler, die vor allem in Lausanne arbeiten.

## Verkehr

Luftbild von Walter Mittelholzer, Teilansicht des Bahnhofs (1925)

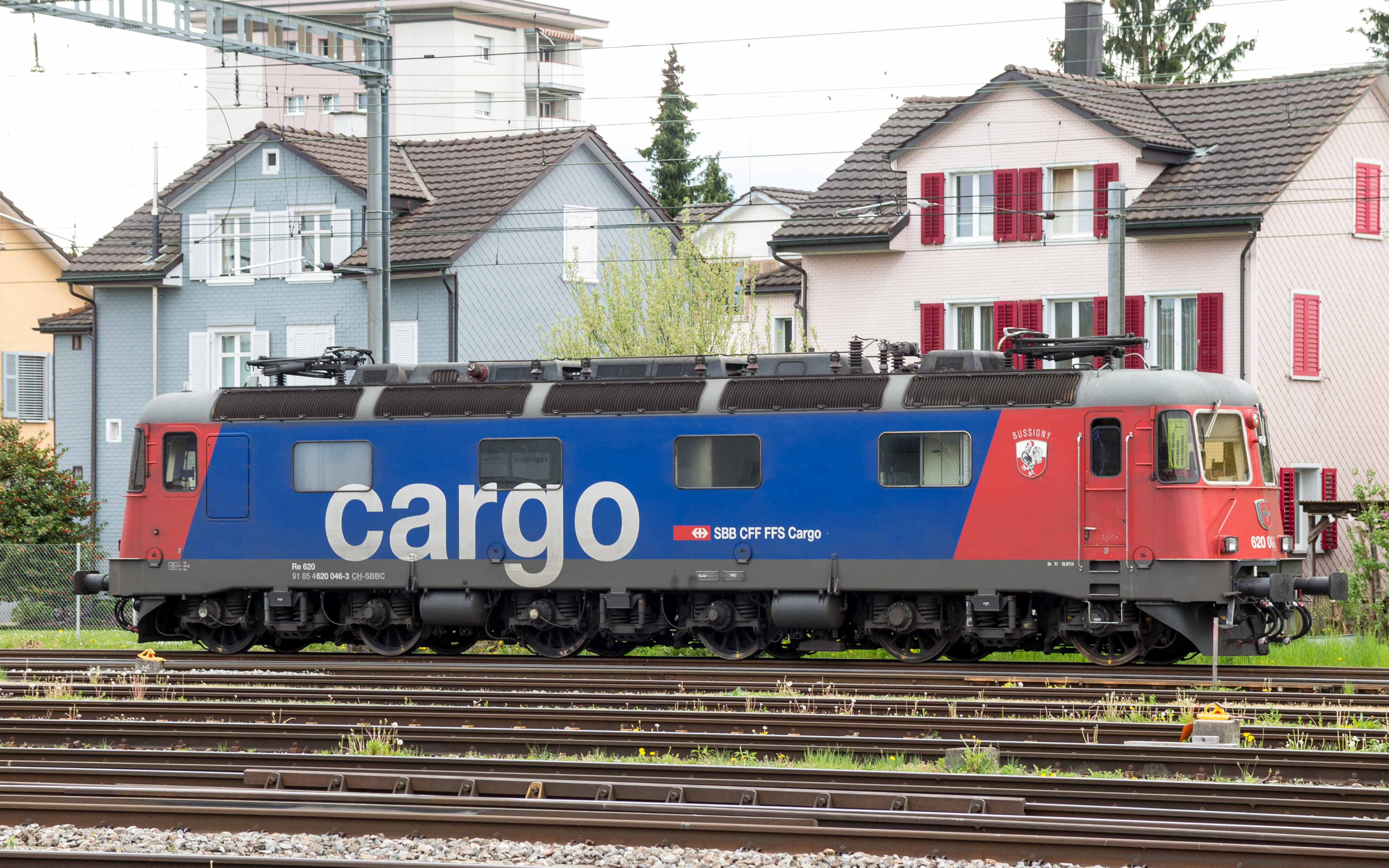
SBB CFF Re 620 046-3 "Bussigny"

Die Gemeinde liegt an einem Strassenkreuz der Hauptstrassen von Morges nach Echallens und von Bussigny nach Lausanne. Der Autobahnanschluss Lausanne-Crissier an der A1 (Genf–Lausanne–Bern) ist rund 1 km vom Ortskern entfernt. Nordöstlich von Bussigny-près-Lausanne befindet sich die Verzweigung Villars-Sainte-Croix der Autobahnen A1 und A9 (Lausanne–Sion), südöstlich des Ortes die Verzweigung Ecublens der Autobahnen A1 und A1A (westlicher Stadtzubringer von Lausanne).
Am 7. Mai 1855 wurde die Eisenbahnlinie Bussigny-Yverdon, am 1. Juli 1855 der Abschnitt Bussigny-Morges eingeweiht. In Bussigny-près-Lausanne befand sich damals eine Spitzkehre. Heute liegt das Verkehrsdreieck der Bahnlinien Lausanne–Genf, Lausanne–Yverdon und Genf–Morges–Yverdon auf dem Gemeindegebiet.

## Geschichte
Auf dem Gemeindegebiet von Bussigny wurde eine Bronzehalskette gefunden, die auf die Zeit um 400 vor Christus datiert ist. Auch in der Römerzeit war der Ort vermutlich bewohnt. Die erste urkundliche Erwähnung erfolgte jedoch erst 1358 unter dem Namen Bussignye. Der Ortsname geht auf den gallorömischen Personennamen Bussenius zurück.
Bussigny bildete im Mittelalter zusammen mit dem Weiler Saint-Germain eine Herrschaft, die dem Bischof von Lausanne unterstand. Die Herrschaft setzte sich aus zahlreichen kleinen Lehen zusammen. Mit der Eroberung der Waadt durch Bern im Jahr 1536 kam Bussigny unter die Verwaltung der Vogtei Lausanne. Nach dem Zusammenbruch des Ancien Régime gehörte das Dorf von 1798 bis 1803 während der Helvetik zum Kanton Léman, der anschliessend mit der Inkraftsetzung der Mediationsverfassung im Kanton Waadt aufging. 1798 wurde es dem Bezirk Morges zugeteilt. Seit 1849 besitzt Bussigny ein eigenes Gemeindeparlament.

## Sehenswürdigkeiten
Die Pfarrkirche Saint-Germain ist seit 1228 bezeugt. Im Jahr 1675 wurde am heutigen Standort die erste Kirche erbaut, die 1856–58 durch einen Neubau ersetzt wurde. Die katholische Kirche Saint-Pierre wurde 1969 errichtet. In der Villa Montolieu wohnte die Schriftstellerin Isabelle de Montolieu. Im kleinen alten Ortskern sind noch charakteristische Bauernhäuser aus dem 18. und 19. Jahrhundert erhalten.

## Persönlichkeiten
- Sergei Aschwanden (* 1975), Judoka und Medaillengewinner, lebt in Bussigny
- Kacey Mottet Klein (* 1998), Schauspieler, ist in Bussigny geboren